# Тейлър (ледник)
Ледникът Тейлър (на английски: Teylor Glacier) е долинен ледник в Източна Антарктида, Бряг Скот, на Земя Виктория с дължина 54 km. Води началото си от платото на Земята Виктория в западния край на долината на Тейлър, северно от хребета Куотърмен и „тече“ на югоизток. В средната си част заобикъля от юг западната част на хребета Асхард, където се доближава плътно до ледника Ферар, завива на североизток и навлиза в горната част на сухата долина Тейлър, между хребетите Асхард на север и Кукри на юг, където свършва в езерото Бони.
Ледника е бил открит от Британската Национална антарктическа експедиция (1901 – 1904), като по онова време се е считало, че той е част от ледника Ферар. Западната изследователска група в рамките на Британската антарктическа експедиция Тера Нова от 1910 установява, че горната и долната част от това, което тогава е считано за ледника Ферар, всъщност само се опират една на друга, свързани като сиамски близнаци. С това откритие Робърт Скот наименува горният ледник в чест на Томас Грифит Тейлър (1880 – 1963), английски географ и геолог и ръководител на Западния отряд на експедицията.
Ледника Тейлър е бил обект на измерване и изследвания, проведени от учени от университета на Калифорния в Бъркли и Университета на Тексас в Остин. Също както и други ледници в „сухите долини Макмърдо“, ледника Тейлър е със „студена основа“, т.е. долната му част е в замразено състояние докато достигне твърдата почва в основата. В останалата част на света ледниците с „мокра основа“, остъргвайки скалното легло и влачейки по периферията си скални отломки (морени). Ледниците със студена основа се стичат като маджун, тласкани напред под действие на собственото си тегло. Студените ледници влачат минимално количество отломки със себе си вследствие от слабата ерозия, като могат да оставят само малки морени. Те също така се различават в горната си част. Вместо със силно напукана повърхност, те са с относително равна и гладка такава.